# Ранрим
Ранрим (правопис по системата на Маккюн-Райшауер Rangrim) е кун (община) в провинция Чаган, Северна Корея. Главният град е Ранрим. Общината е създадена през 1952 година като част от административната реформа на Ким Ир Сен. Граничи с община Хвапхен и други общини от провинция Рянчан. Ранрим включва 1 уп (град), 2 родончаку (работнически околии) и 14 ри (села).
Теренът е изцяло планински, като най-ниските места са с надморска височина от 990 метра. Най-високият връх е Йонхвасан – 2355 метра. Климатът е студен — снеговалежите почват в средата на септември и свършват в края на май. Град Ранрим се свързва с Канге чрез жп-линия. Основните производства на общината са картофи и ечемик, както и различни продукти на леката индустрия.